# Comendador
Comendador ist eine Stadt in der Dominikanischen Republik. Sie ist der Hauptort der Provinz Elías Piña und hat 13.881 Einwohner (Zensus 2010) in der städtischen Siedlung. In der Gemeinde Comendador leben 26.069 Einwohner. Sie hat einen Grenzübergang zur haitianischen Stadt Belladère. 

## Geschichte
Am 29. November 1930 wurde der Name der Stadt in Villa Elías Piña geändert, aber das Gesetz vom 29. Mai 1972 stellte den Namen wieder her, den sie zur Zeit ihrer Gründung im Jahre 1600 trug: Comendador, zu Ehren von Nicolás de Ovando, der Komtur von Lares (auf Spanisch, Comendador de Lares) des Ordens von Alcántara war.

## Wirtschaft
Die Gemeinde und ihre Umgebung sind von der Landwirtschaft geprägt.